# حیات وحش جیبوتی
حیات وحش جیبوتی متشکل از گیاگان و زیاگان این کشور است. این کشور واقع در قسمت شرقی شاخ آفریقا غالباً گرم و بایر و دارای طبیعتی ناملایم و نامطلوب برای انسان و حیوان است. جیبوتی تقریباً تماماً طبیعت بیابانی دارد. تنها حدود یک درصد مساحت کشور به‌طور قابل توجهی جنگلی است. فقط حدود ۶۰ گونه پستاندار و نیز ۴۵۰ گونه ماهی، ۳۶۰ گونه پرنده، ۴۰ گونه خزنده و ۳ گونه دوزیست در جیبوتی یافت می‌شوند. جیبوتی حیوان ملی ندارد.